# Kunimellihalli, Savanur
Kunimellihalli là một làng thuộc tehsil Savanur, huyện Haveri, bang Karnataka, Ấn Độ.